# ドメッジェ・ディ・カドーレ
ドメッジェ・ディ・カドーレ（伊: Domegge di Cadore）は、イタリア共和国ヴェネト州ベッルーノ県にある、人口約2,300人の基礎自治体（コムーネ）。

## 地理

### 位置・広がり

#### 隣接コムーネ
隣接するコムーネは以下の通り。括弧内のPNはポルデノーネ県、UDはウーディネ県所属を示す。
- アウロンツォ・ディ・カドーレ
- カラルツォ・ディ・カドーレ
- チモラーイス (PN)
- フォルニ・ディ・ソプラ (UD)
- ロレンツァーゴ・ディ・カドーレ
- ロッツォ・ディ・カドーレ
- ピエーヴェ・ディ・カドーレ

### 気候分類・地震分類
気候分類では、zona F, 3831 GGに分類される。
また、イタリアの地震リスク階級 (it) では、zona 2 (sismicità media) に分類される。